# Küü
 (mai 2013).
Singles de Metsatöll
Kivine maa
(2011) Lööme mesti
(2013)
Pistes de Ulg
Sõjasüda
(2) Muhu õud
(4)
Küü (français : Serpent) est un single du groupe de Folk metal estonien Metsatöll, sorti le 13 octobre 2011,.

## Liste des titres
Toutes les paroles sont écrites par Metsatöll, toute la musique est composée par Metsatöll.
| Clip | Clip  | Clip  | Clip | Clip | Clip | Clip | Clip | Clip | Clip |
| No   | Titre | Durée |      |      |      |      |      |      |      |
| ---- | ----- | ----- | ---- | ---- | ---- | ---- | ---- | ---- | ---- |
| 1.   | Küü   | 4:11  |      |      |      |      |      |      |      |
| 4:11 |       |       |      |      |      |      |      |      |      |

## Clip
Le clip, dirigé par Liina Paakspuu, met en scène le groupe jouant sous l'eau, aux prises avec des sirènes.